# Exalphus vicinus
Exalphus vicinus es una especie de escarabajo longicornio del género Exalphus, tribu Acanthoderini, subfamilia Lamiinae. Fue descrita científicamente por Galileo & Martins en 2003.
La especie se mantiene activa durante los meses de agosto y noviembre.

## Descripción
Mide 10,7-11 milímetros de longitud.

## Distribución
Se distribuye por Colombia.